# Mąkoszyn (województwo kujawsko-pomorskie)
Mąkoszyn (pol. do 1906 Piardowo, niem. do 1945 Welldorf) – wieś w Polsce położona w województwie kujawsko-pomorskim, w powiecie nakielskim, w gminie Szubin.

## Podział administracyjny
| SIMC    | Nazwa     | Rodzaj    |
| ------- | --------- | --------- |
| 0096916 | Smolarnia | część wsi |

W latach 1975–1998 miejscowość administracyjnie należała do województwa bydgoskiego.

## Demografia
Według Narodowego Spisu Powszechnego (III 2011 r.) liczyła 142 mieszkańców. Jest 29. co do wielkości miejscowością gminy Szubin.